# Nedre Brånsån
Nedre Brånsån är ett naturreservat i Härnösands kommun i Västernorrlands län.
Området är naturskyddat sedan 2015 och är 7 hektar stort. Reservatet omfattar det nedre loppet av Brånsåns lopp med en sjö och omgivande våtmark. I ån finns förekomst av flodpärlmussla. För ån ovanför denna del har inrättats ett separat naturreservat Brånsån.